# Don Reno
Don Wesley Reno, né le 21 février 1927 à Spartanburg (Caroline du Sud) et mort le 16 octobre 1984 à Charlottesville (Virginie), est un musicien américain. Il se fait connaître dans le milieu du bluegrass par sa pratique virtuose du banjo, aux côtés de Red Smiley puis de Bill Harrell.

## Biographie
Né à Spartanburg, en Caroline du Sud, Don Reno a grandi dans une ferme du comté de Haywood, en Caroline du Nord. Il a commencé à jouer du banjo à l'âge de cinq ans. Son père lui a donné une guitare quatre ans plus tard. et en 1939, Reno, 13 ans, rejoignit les Morris Brothers pour se produire dans une station de radio locale.
Il a quitté un an plus tard pour rejoindre Arthur "Guitar Boogie" Smith, avec qui il enregistrerait des années plus tard "Feudin 'Banjos". En 1943, Bill Monroe lui proposa de devenir membre des Bluegrass Boys, mais choisit plutôt de s'enrôler dans l'armée des États-Unis. Entraîné comme soldat à Fort Riley, au Kansas, il fut envoyé au Pacific Theatre pour se battre à pied, Il a finalement servi dans les Marauders de Merrill et a été blessé au combat.
Influencé par Snuffy Jenkins, un ancien joueur de banjo, et d'autres, Reno développa son propre style "à une seule corde" lui permettant de jouer des gammes et des airs compliqués de violon violon note à note. Le style Reno englobe bien plus que la cueillette à une seule corde; Les doubles arrêts, les doubles sélections, les triples tirages, tout cela et d'autres techniques rendent le jeu de Reno reconnaissable. Don Wayne Reno, son fils, a déclaré: "Mon père m'a dit plus d'une fois que la raison pour laquelle il avait lancé son propre style de cueillette au banjo était la suivante: à sa sortie du service, de nombreuses personnes ont déclaré:" Vous ressemblez à Earl Scruggs. ' Il a dit que cela le dérangeait vraiment de ne pas jouer de banjo pendant son service et qu’à son retour aux États-Unis, il continuait à jouer dans le style qu’il avait toujours joué auparavant.
En 1948, Reno est devenu membre des Blue Grass Boys. Deux ans plus tard, avec Red Smiley, il a formé Reno and Smiley et le Tennessee Cutups, un partenariat de quatorze ans. Parmi leurs succès figurent "J'utilise ma Bible pour une feuille de route", "Je ne vous changerais pas si je le pouvais" et "Ne laissez pas mourir votre doux amour mourir".
Son fils, Ronnie Reno, qui jouait de la mandoline était inclus dans cette formation. Les vidéos de ces jours sont régulièrement diffusées sur l'émission de Ronnie sur RFD-TV. En 1964, après le départ à la retraite de Red Smiley, Reno et le guitariste Bill Harrell forment Reno & Harrell. Red Smiley a rejoint Reno et Harrell en 1969 et est resté avec eux jusqu'à sa mort en 1972.
De 1964 à 1971, il se produit également avec Benny Martin. Dans les années 1970, il a joué avec The Good Ol 'Boys, composé de Frank Wakefield à la mandoline, de David Nelson à la guitare, de Chubby Wise au violon et de Pat Campbell à la basse. Reno a commencé à jouer avec ses fils Don Wayne et Dale dans les années suivantes.
Don Reno est décédé en 1984 à l'âge de 58 ans de causes non révélées. Il est enterré dans le cimetière Spring Hill, à Lynchburg, en Virginie. En 1992, il fut intronisé à titre posthume au Hall d'honneur international du Bluegrass Music.